# Сюзън Еноч
Сюзън Еноч (на английски: Suzanne Enoch) е американска писателка на бестселъри в жанра исторически и съвременен любовен роман.

## Биография и творчество
Родена е на 16 януари 1964 г. в Анахайм, Калифорния, САЩ. Има две сестри – Нанси и Черил. Обича от малка да чете много романтична литература и фентъзи. Започва да пише още като ученичка. Завършва Университета на Калифорния в Ървайн с бакалавърска степен по английски език. След дипломирането си опитва да пише романтично фентъзи в продължение на около 2 години, след което се обръща към историческите регентски любовни романи.
Първият ѝ роман „The Black Duke's Prize“ е публикуван през 1995 г. След успеха на книгата се посвещава на писателската си кариера.
От 2005 г. започва да пише любовни романи на съвременна тематика.
Творбите на писателката са известни с хумора на нейните герои, секси секси лошите момчета, хапливият и остроумен диалог.
Сюзън Еноч живее в Пласентия, Калифорния.

## Произведения

### Самостоятелни романи
- The Black Duke's Prize (1995)
- Angel's Devil (1995)
- Stolen Kisses (1997)
- Lady Rogue (1997)
- Hero in the Highlands (2016)

### Серия „Братя Банкрофт“ (The Bancroft Brothers)
1. By Love Undone (1998)
2. Taming Rafe (1999)

### Серия „С този пръстен“ (With This Ring)
1. Reforming a Rake (2000)
2. Meet Me at Midnight (2000)
3. A Matter of Scandal (2001)

### Серия „Уроци по любов“ (Lessons in Love)
1. The Rake (2002)
2. London's Perfect Scoundrel (2003)
3. England's Perfect Hero (2004)

### Серия „Семейство Грифин“ (Griffin Family)
1. Sin and Sensibility (2004)
2. An Invitation to Sin (2005)
3. Something Sinful (2006)
4. Sins of a Duke (2007)

### Серия „Саманта Желико“ (Samantha Jellicoe)
1. Flirting With Danger (2005)
2. Don't Look Down (2005)
3. Billionaires Prefer Blondes (2006)
4. Twice the Temptation (2007)
5. A Touch of Minx (2007)

### Серия „Джентълмените Ноториус“ (Notorious Gentlemen)
1. After the Kiss (2008)
2. Before the Scandal (2008)
3. Always a Scoundrel (2009)

### Серия „Клуб за приключения“ (Adventurers' Club)
1. The Care and Taming of a Rogue (2009)
2. A Lady's Guide to Improper Behavior (2010)
3. Rules of an Engagement (2010)

### Серия „Скандални булки“ (Scandalous Brides)
1. The Wicked One (2012)
2. A Beginner's Guide to Rakes (2011)
3. Taming an Impossible Rogue (2012)
4. Rules to Catch a Devilish Duke (2012)
5. The Handbook to Handling His Lordship (2013)

### Серия „Скандални планинци“ (Scandalous Highlander)
1. One Hot Scot (2013)
Един секси планинец, фен-превод
2. The Devil Wears Kilts (2013)
3. The Rogue with a Brogue (2014)
4. Mad, Bad, and Dangerous in Plaid (2015)
5. Some Like it Scot (2015)

### Сборници
- „One True Love“ в The Further Observations of Lady Whistledown (2003) – с Карън Хоукинс, Джулия Куин и Миа Райън
- „The Best of Both Worlds“ в Lady Whistledown Strikes Back (2004) – с Карън Хоукинс, Джулия Куин и Миа Райън
- „One Hot Scot“ в Christmas Brides (2014) – с Валери Бауман, Елизабет Есекс и Александра Хокинс